# Kazuarowe
Kazuarowe (Casuariiformes) – rząd ptaków z podgromady ptaków nowoczesnych Neornithes. Obejmuje gatunki lądowe, nielotne, zamieszkujące Australię, Nową Gwineę i sąsiednie wyspy. Ptaki te charakteryzują się dużymi rozmiarami, brakiem mostka, redukcją skrzydeł i zdolnością do szybkiego biegu. Ich pisklęta są zagniazdownikami.

## Systematyka
Do rzędu należy jedna rodzina występująca współcześnie:
- Casuariidae Kaup, 1847 – kazuarowate